# Bănița
Bănița [ˈbənitza] (deutsch Bansdorf, ungarisch Banica) ist eine Gemeinde im Kreis Hunedoara in der Region Siebenbürgen in Rumänien.
Der Ort ist auch unter der deutschen Bezeichnung Banitza bekannt.

## Geographische Lage

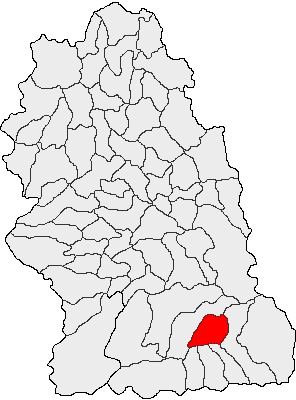
Lage der Gemeinde Bănița im Kreis Hunedoara

Die Gemeinde Bănița liegt im Nordosten des Retezat-Gebirges, im historischen Stuhlbezirk Petrozsény des Hunyader Komitat (Komitat Eisenmarkt) im Süden Siebenbürgens. Im Süden des Kreises Hunedoara befindet sich der Ort Bănița am gleichnamigen Bach, einem rechten Zufluss des Östlichen Jiu (ein Quellfluss des Jiu). An der Europastraße E 79 und der 1870 in Betrieb gesetzten Bahnstrecke Simeria–Petroșani gelegen, befindet sich der Ort acht Kilometer westlich von Petroșani (Petroschen); die Kreishauptstadt Deva (Diemrich) liegt circa 95 Kilometer nordwestlich von Bănița entfernt.

## Geschichte
Der Ort Bănița wurde 1770 erstmals urkundlich erwähnt. Aufgrund archäologischer Funde in der nahe gelegenen Höhle Peştera Bolii wird eine Besiedlung der Region jedoch – nach Angaben von G. Téglás und M. Roska – bis in die Prähistorie zurückdatiert.
In einem Marmorsteinbruch wurden Formsteine – ähnlich den römischen – und oberhalb des Steinbruchs Reste steinerner Bauten und Ziegeln gefunden.

## Bevölkerung
Bei der offiziellen Erhebung von 1850 lebten auf dem Gebiet der heutigen Gemeinde 1044 Menschen. 1038 davon waren Rumänen, vier Roma und zwei Magyaren. Die höchste Einwohnerzahl (2013) – und gleichzeitig die der Rumänen (1953) – wurde 1966 erreicht. Die höchste Einwohnerzahl der Magyaren (204) wurde 1900, die der Deutschen (30) 1890 und die der Roma (7) 1992 erreicht. Darüber hinaus bezeichneten sich einige Einwohner als Slowaken (höchste Einwohnerzahl 17, 1890), Ukrainer (höchste Einwohnerzahl zehn, 1900) und als Serben (höchste Einwohnerzahl zwei, 1930).
Am 31. Oktober 2011 wurden bei einer vorläufigen Volkszählung in der Gemeinde Bănița in 490 Haushalten 1190 Menschen gezählt. Die Hauptbeschäftigung der Bevölkerung ist die Viehzucht.

## Sehenswürdigkeiten
Bei Bănița:
- Die Reste einer dakischen Festung[9] an höchster Stelle (902 m) der von den Einheimischen Piatra Cetății oder Dealul Bolii genannten Erhebung; am Fuße des Berges die Kalksteinhöhle Pestera Bolii.[10]
- Auf dem von den Einheimischen Jigorul Mare genannten Berg (⊙, 1501 m) Reste eines Römerlagers, stehen unter Denkmalschutz.[11]

Bei dem eingemeindeten Dorf Crivadia (Kriwaden):
- Die Ruine eines runden Wehrturms von 1528, mit einem Durchmesser von circa 30 Metern, auf einer Anhöhe (⊙), etwa 100 Meter südöstlich von Crivadia entfernt, steht unter Denkmalschutz.[11]

In der weiteren Umgebung:
- Die Naturparks Cheile Crivadiei[12] am Crivadia-Bach – ein linker Zufluss des Strei – und Grădiștea Muncelului - Cioclovina.[13]